# Brighton Munthali
Brighton Munthali (ur. 11 grudnia 1997 w Mzuzu) – piłkarz malawijski grający na pozycji bramkarza. Od 2022 jest zawodnikiem klubu Blue Eagles FC.

## Kariera klubowa
Swoją karierę piłkarską Munthali rozpoczął w klubie Wizards Chilomoni, w którym w sezonie 2015 zadebiutował w pierwszej lidze malawijskiej. W 2016 trafił do Silver Strikers. W sezonie 2020/2021 wywalczył z nim wicemistrzostwo Malawi. W 2022 przeszedł do Blue Eagles FC, z którym w sezonie 2022 został wicemistrzem kraju.

## Kariera reprezentacyjna
W reprezentacji Malawi Munthali zadebiutował 22 marca 2016 w zremisowanym 1:1 towarzyskim meczu ze Sierra Leone, rozegranym we Freetown. W 2022 roku został powołany do kadry na Puchar Narodów Afryki 2021, jednak nie zagrał w żadnym meczu tego turnieju.